# 駐邁阿密臺北經濟文化辦事處
駐邁阿密臺北經濟文化辦事處（英語：Taipei Economic and Cultural Office in Miami，簡稱：TECO-Miami）是中華民國外交部在美國佛羅里達州邁阿密的領事館級辦事處。該辦事處領務轄區為佛羅里達州、百慕達、波多黎各、美屬維京群島、巴哈馬、多明尼加以及英屬土克凱可群島。

## 歷史

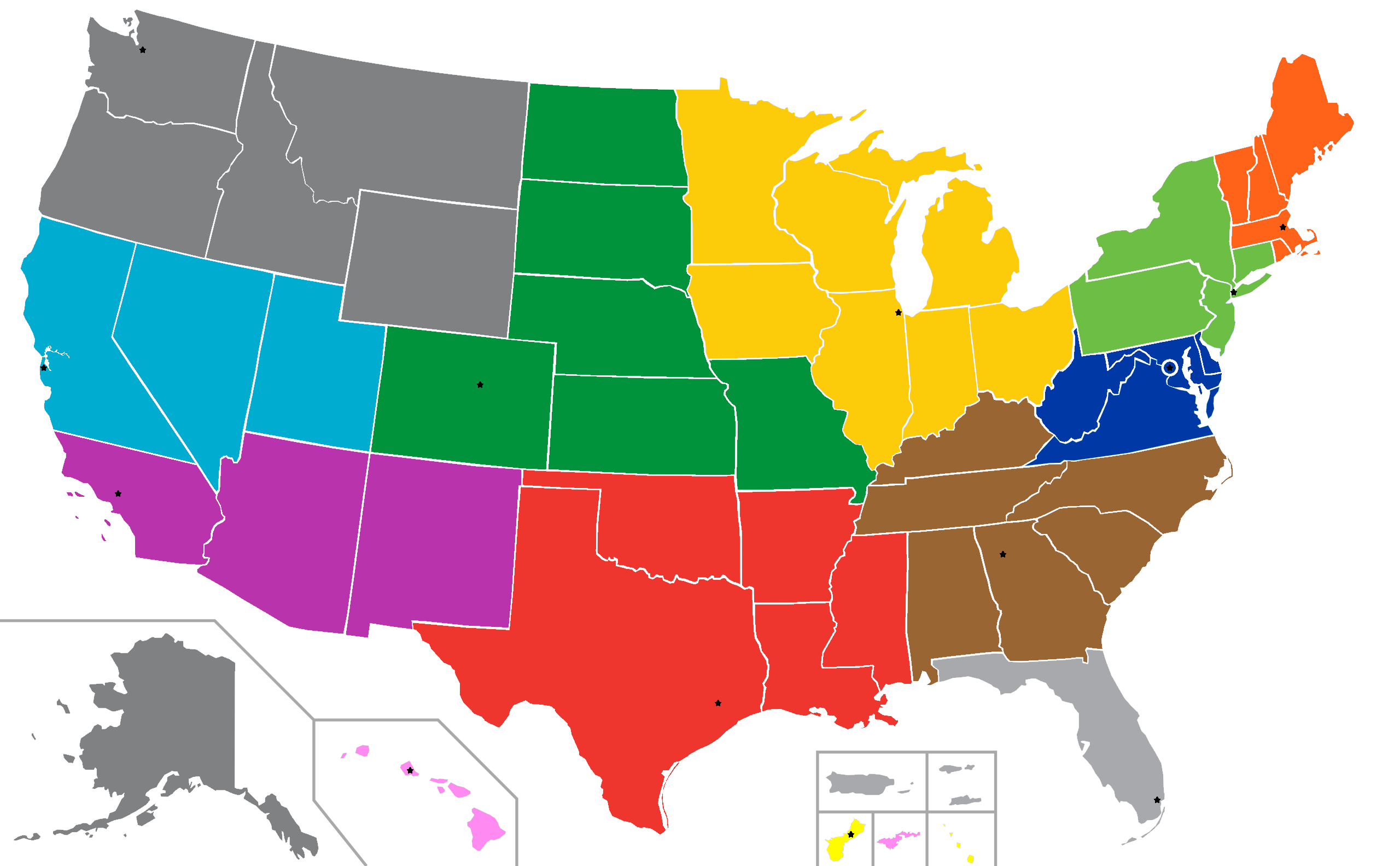
駐邁阿密臺北經濟文化辦事處領事轄區

1988年7月21日，中華民國駐美代表處宣布设立北美事務協調委員會駐邁亞密辦事處:62。或说1988年8月27日设立。1989年3月15日，正式對外營運。1994年10月10日，更名为駐邁亞密臺北經濟文化辦事處:62。

## 外部連結
- 駐邁阿密臺北經濟文化辦事處 官方網站 （页面存档备份，存于）